# Irma
Az Irma az Irm- kezdetű germán női nevek rövidülése.

## Gyakorisága
Az 1990-es években igen ritka név, a 2000-es években nem szerepel a 100 leggyakoribb női név között.

## Névnapok
- március 3.[2]
- március 20.[2]
- május 3.[2]
- június 2.[2]
- szeptember 8.[2]
- szeptember 12.[2]

## Híres Irmák
- Alszeghy Irma színésznő, (1864–1945) Császár Imre színész, rendező felesége, és két lányuk anyja
- Sztáray Irma grófnő (1863–1941), Erzsébet királyné udvarhölgye, aki 1898. szeptember 10-én, meggyilkolásának napján is kísérője volt
- Patkós Irma magyar színésznő (1900–1996)
- Némethy Irma színésznő (1840–1876)

### Egyéb Irmák
- Irma Cvikker, a Harry Potter-regényekben szereplő roxforti könyvtáros
- Pálffy Irma grófnő, Pálffy Móric altábornagy, Magyarország helytartójának lánya (1852-?)
- Irma, szereplő a Frédi és Béni c. rajzfilmsorozatból
- Irma néni, szereplő a Frakk, a macskák réme c. magyar rajzfilmsorozatból
- Irma Gobb, Mr. Bean barátnője.